# SMS Panther
SMS Panther byl pátý ze šesti dělových člunů třídy Iltis německého císařského námořnictva. Tyto lodě byly určeny pro službu v německých zámořských koloniích a k prosazování zájmů Německa v rámci tzv. politiky dělových člunů. Panther byl spuštěn na vodu 1. dubna 1901 a operoval zejména v latinskoamerických a afrických vodách. Jako jediný ze své třídy přečkal I. světovou válku. Sešrotován byl roku 1931.
Panther byl mimo jiné hlavním aktérem mezinárodního incidentu, známého jako „skok Panthera do Agadiru“ během druhé marocké krize v létě 1911. 1. července tohoto roku zakotvil v marockém přístavu Agadir. Příjezd německého dělového člunu vyvolal rozruch a jméno Panther zaplnilo titulní stránky světového tisku. Francie, podporovaná Velkou Británií, spatřovala v přítomnosti německých válečných lodí u marockého pobřeží ohrožení svých zájmů a němečtí diplomaté využili situace k nátlaku na prosazení zájmů Německa. 20. července dělový člun Agadir opustil, diplomatická jednání však pokračovala. Německo uznalo francouzský nárok na Maroko výměnou za část Francouzského Konga. Celá krize přispěla k eskalaci mezinárodního napětí, které nakonec vedlo k vypuknutí I. světové války.

## AféraMarkomanniaa střetnutí sCrête à Pierrot

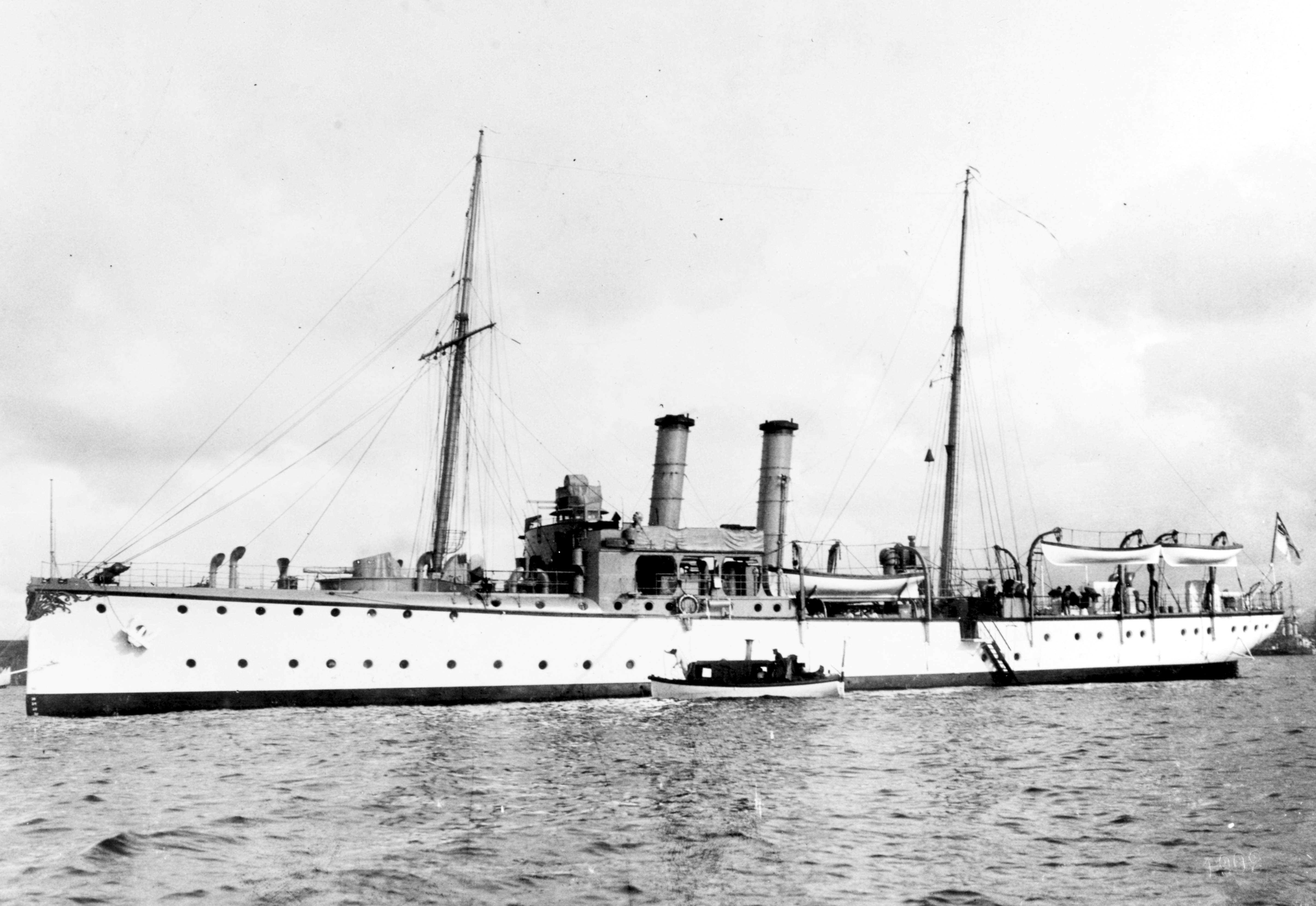
Panther v roce 1902 již po dokončení a s výzbrojí

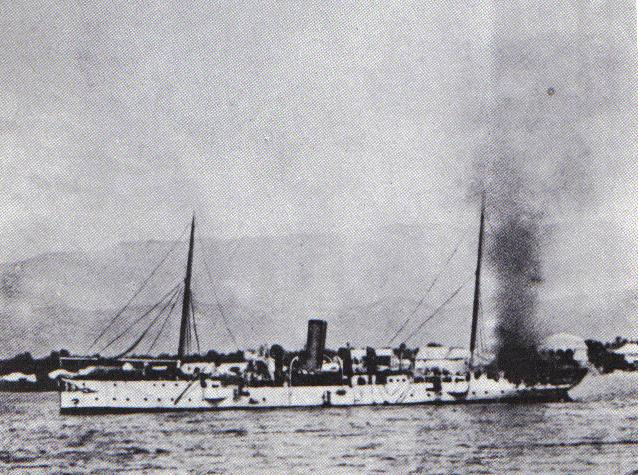
Crête à Pierrot krátce před explozí

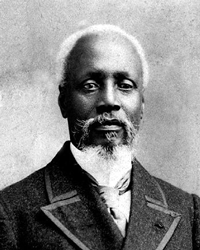
Anténor Firmin, jeden z kandidátů na nového prezidenta Haiti. Jeho stranu podporoval dělový člun Crête à Pierrot.

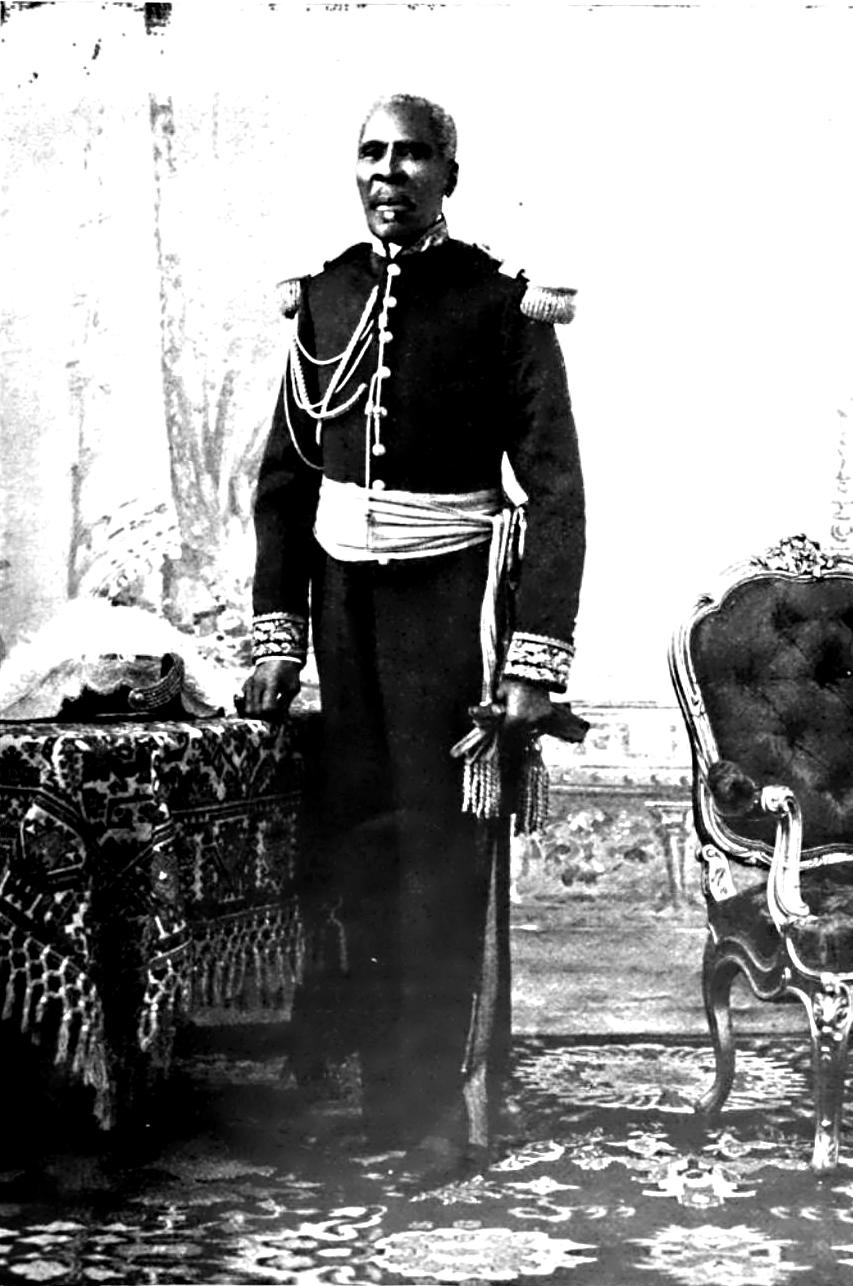
Pierre Nord Alexis, druhý z kandidátů na prezidenta. Jeho stranu svým zásahem podpořil Panther.

Na rozdíl od svých starších sester vstoupil Panther do služby příliš pozdě na to, aby mohl zasáhnout proti boxerům v Číně. V červenci 1902 vyslyšel císař Vilém II. prosby hamburských firem na ochranu německé obchodní kolonie v Ciudad Bolívar a tak prvním úkolem Panther bylo hlídkování na řece Orinoko a v jejím ústí. Loď se vydala na dalekou plavbu pod velením korvetního kapitána Richarda Eckermanna, ale ještě než mohla dorazit do hlídkové oblasti, zastihl jí v Port-au-Prince na Haiti jiný rozkaz…
V květnu 1902 došlo na Haiti k sesazení dosavadního prezidenta Tirésiase Simona Sama. Největšími kandidáty na nového prezidenta byli bývalý ministr financí Anténor Firmin a generál a ministr války prozatímní vlády Pierre Nord Alexis. Firmin měl podporu admirála Hammertona Killicka, jehož dělový člun Crête à Pierrot kotvil v přístavu a sídle provizorní vlády Cap-Haïtien. Během voleb 28. a 29. června 1902 došlo mezi oběma frakcemi k přestřelce. Alexis sice dokázal svého soka porazit a donutit k ústupu, ale Firmin se sám prohlásil prezidentem a později zahájil protiútok…
Za této situace došlo 2. září k zadržení parníku Markomannia společnosti HAPAG profirmistickým dělovým člunem Crête à Pierrot. Ten byl již 25. července prohlášen prozatímní vládou za pirátskou loď. Parník byl na cestě z Port-au-Prince do Hamburku a vezl i náklad zbraní a munice pro prozatímní vládu v Cap-Haïtien. Firmin město obklíčil a zahájil útok. Vjezd do přístavu hlídal Crête à Pierrot, který donutil parník k zastavení. Po zabavení a vyložení kontrabandu nechal parník pokračovat v jeho cestě. Kromě dvoudenního zdržení v plavbě nevznikla firmě HAGAP žádná materiální škoda, ale přesto se Němci rozhodli poslat do oblasti dělový člun Panther (toho času na cestě do Venezuely), aby podpořil prozatímní vládu a hájil zájmy Německa a německých obchodníků v oblasti. Tato pomoc přišla prozatímní vládě velmi vhod, protože sama neměla žádné loďstvo, se kterým by mohla zneškodnit Crête à Pierrot a tento svou přítomností blokoval dodávky zásob a zbraní do obleženého města.
Dne 5. září obdržel Panther v Port-au-Prince rozkaz k plavbě na sever a zneškodnění Crête à Pierrot. Aby odjezd německého dělového člunu z hlavního města nebyl zpozorován, vyplul Panther ještě téže noci. Prohledával pobřeží a ve 12:20 následujícího dne objevil Crête à Pierrot kotvícího v přístavu Gonaives. Ačkoliv papírově byl Crête à Pierrot silnější (1x160mm, 1x120mm a 4x100mm děla proti 2x105mm a 6x37mm), Němci měli výhodu naprostého překvapení. Nikdo na firmistickém člunu nečekal nebezpečí a tak dělový člun odpočíval s vyhaslými kotli, zbaven tak jakékoliv možnosti manévrovat a většina důstojníků (včetně admirála Killicka) byla na břehu. Panther vypálil varovný výstřel a vyzval protivníka aby se vzdal. Bylo dojednáno čtvrthodinové příměří, během něhož měla posádka Crête à Pierrot opustit loď a odebrat se na břeh. Tak se taky stalo. Koncem této lhůty na loď dorazil i admirál Killick a nechal spustit vlajku. Eckermann se plánoval zmocnit lodi. Když ale němečtí námořníci nastupovali do člunů, objevil se kdosi na palubě opuštěného Crête à Pierrot a Eckermann nechal na protivníka několikrát vystřelit z lodních děl, aby ho donutil opustit loď. Obával se, že by se nepřítel mohl pokusit svoji loď potopit, aby nepadla do rukou Němců. Nakonec se ale stejně rozhodl Crête à Pierrot potopit, protože se blížila noc a nebylo jak ukořistěný dělový člun odtáhnout. Panther tak opět zahájil palbu a po zásahu do skladiště střeliva Crête à Pierrot explodoval, rozlomil se vedví a rychle se potopil.
První velké vítězství pro Panther ale i pro prozatímní vládu, neboť teď jí bylo možné zásobovat po moři. Na novém německém dělovém člunu, který teprve před půl rokem vstoupil do služby, se ale objevily „dětské nemoci“: dělo na přídi muselo po pěti výstřelech pro poruchu zastavit palbu a dělo na lodní zádi muselo přestat střílet po dvacátém čtvrtém výstřelu, protože otřesy poškozovaly palubu.

## Plavba po Orinocu

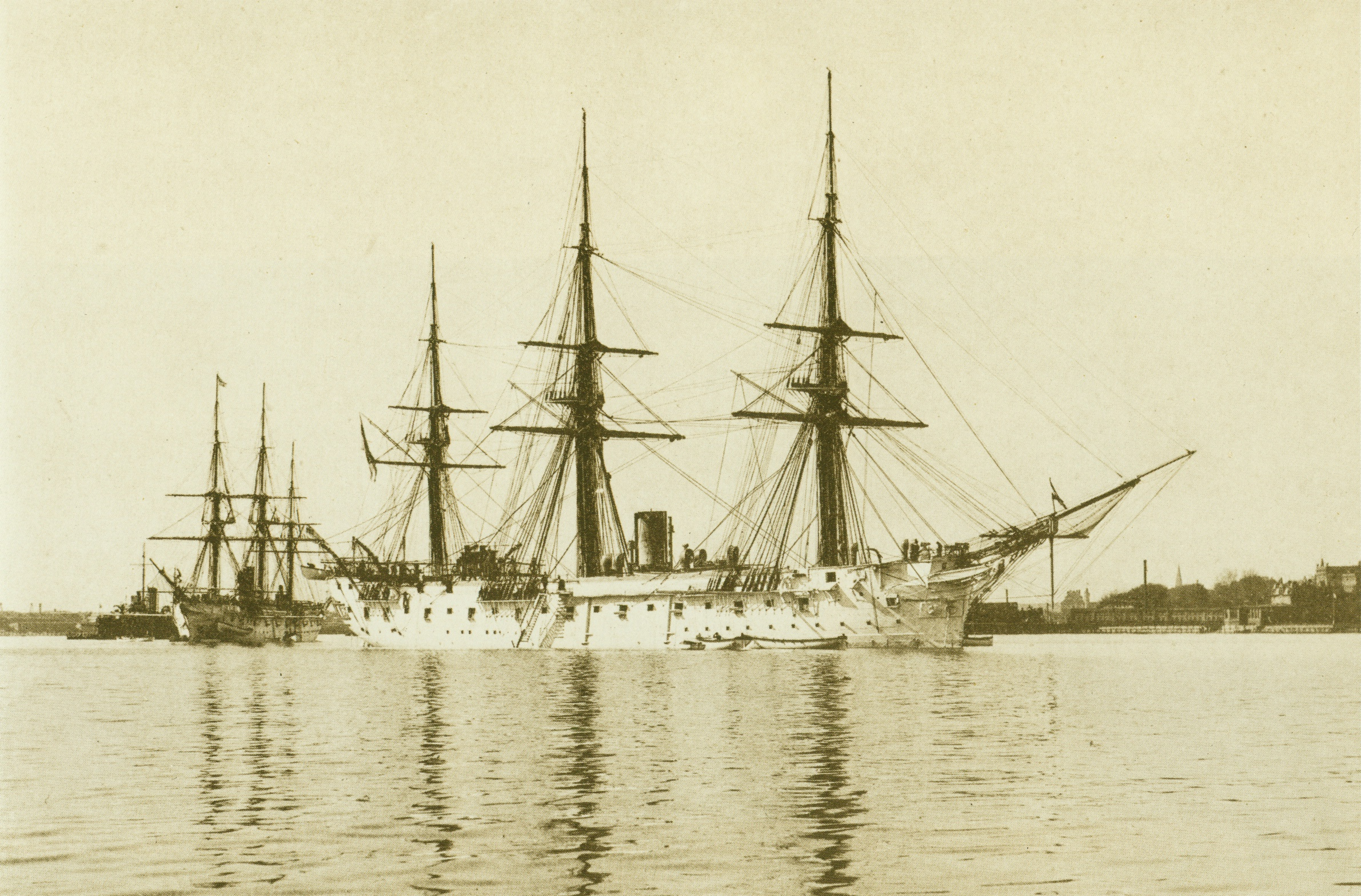
SMS Stosch – jedna z lodí zadržovaných v deltě Orinoca

Po krátkém zdržení v Cap-Haïtien pokračoval Panther přes Kingston v cestě ke svému původnímu cíli: německé obchodní kolonii v Ciudad Bolívar na řece Orinoko, asi 350 km od ústí do moře. Ciudad Bolívar byl tou dobou kontrolován rebely a venezuelská vláda prezidenta Castra vyhlásila blokádu na řece a samotný Ciudad Bolívar byl postřelován dvěma vládními dělovými čluny. Když se korvetní kapitán Eckermann koncem září 1902 v Kingstonu dozvěděl tyto novinky, požádal telegrafem o přehodnocení situace a změnu cílového přístavu na Port of Spain na Trinidadu. Tam zakotvil 5. října 1902. Vzhledem k nejasné situaci potřeboval Eckermann získat informace o posledním vývoji na řece, protože původní rozkazy s takovýmto vývojem situace nepočítaly. Zejména nevěděl, jaké je stanovisko Německa. Zda blokádu uznává, či nikoliv. Tou dobou kotvil v Port of Spain i „lamač blokády“ Bolivar a jeho kapitán Fossa se stal pro Eckermanna vítaným zdrojem informací. Ten Eckermannovi potvrdil ostřelování Ciudad Bolívar a poskytl informace o blokádě, která ale nebyla moc účinná: dva vládní dělové čluny nemohly uhlídat asi 350 km širokou deltu Orinoca. V deltě se nacházely tři škunery německé společnosti na těžbu a zpracování asfaltu Pedernales, ale venezuelský konzul Figueredo v Port of Spain požadoval 200$ úplatek za propuštění oněch tří lodí. Jelikož Eckermann neznal stanovisko německé vlády k blokádě, rozhodl se nepouštět se prozatím do záchranné operace a pokračovat do Ciudad Bolívar.
Ráno 7. října vyplul Panther z Port of Spain. Na palubě byly kromě 55 pytlů pošty z Evropy i tři němečtí pasažéři a Eckermann měl průvodní dopis pro velitele vládní pevnosti Los Castillos generála Zapatu. Tato pevnost se nacházela asi 150 km od ústí a kontrolovala tak pohyb na řece. Cestou proti proudu Orinoca mohla posádka německého dělového člunu pozorovat opuštěné dvorce. Jejich obyvatelé prchli do pralesa, protože Panther považovali za jeden z castrovských dělových člunů. Když Eckermann zakotvil u pevnosti Los Castillos, vybídl ho velitel malého vládního člunu, aby překotvil na dostřel děl vládní pevnosti. Když toto Eckermann odmítl, bylo mu řečeno, že další cesta proti proudu nepřipadá v úvahu. To Eckermann ignoroval a navečer 9. října zakotvil v Ciudad Bolívar. Pro vzbouřenci kontrolované město to bylo první spojení se světem po dlouhé době, ale žádná velká evakuace se nekonala. Eckermann vzal na palubu na zpáteční plavbu pouze jednu německou rodinu s tříměsíčním dítětem, která byla už šest měsíců na cestě ze střední Kolumbie, ale kvůli blokádě uvázla v Ciudad Bolívar. O dva dny později se dělový člun vydal na zpáteční plavbu.
Po návratu do Port of Spain obdržel Eckermann konečně odpověď na svůj předchozí dotaz z Berlína a sice že císařské Německo neuznává blokádu. Proto se Eckermann rozhodl vyslyšet žádost tří škunerů asfaltové společnosti (byla mezi nimi i školní loď SMS Stosch) o vojenský doprovod z blokované delty. Časně ráno 18. října se Panther setkal se škunery poblíž ústí Rio Pedernales a doprovodil je bezpečně do Port of Spain. Proti odplutí škunerů z delty sice protestoval venezuelský konzul Figueredo, ale venezuelské dělové čluny nezasáhly. Z Port of Spain Panther zamířil do kubánské Havany, kde teprve došlo na opravu uchycení zadního děla a paluby, která byla poškozena od střetnutí s Crête à Pierrot.
Během této cesty Panther urazil více než 7500 námořních mil (cca 13 900 km), přičemž teploty ve strojovně a kotelně se šplhaly až k 48-58°C.

## Venezuelská krize (1902–1903)

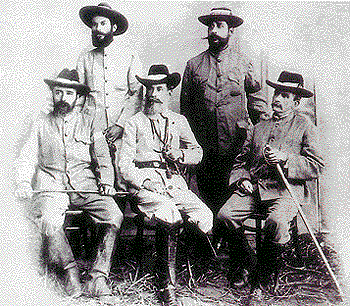
Manuel Antonio Matos se svými spolubojovníky

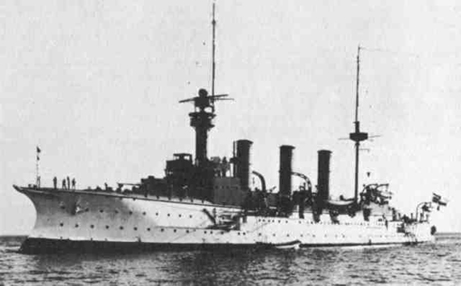
SMS Vineta – jeden ze souputníků Panthera během venezuelské krize

Venezuelský záliv, jezero a Maracaibo

Situace ve Venezuele se během roku 1902 stále komplikovala. Boje mezi armádou prezidenta Cipriano Castro Ruize a opozicí, kterou vedl zeť bývalého prezidenta Guzmána Manuel Antonio Matos, sužovaly Venezuelu od léta 1901 a německé společnosti požadovaly ochranu svých zájmů. Německo a Velká Británie proto začaly zvažovat námořní blokádu Venezuely. Poté, co se k uvažované blokádě (spíše politicky než vojensky) přidala 15. prosince 1902 i Itálie, vyhlásila následující den německá spolková rada námořní vojenskou blokádu Venezuely.
Německé východoamerické divizi křižníků, složené z chráněného křižníku SMS Vineta, lehkých křižníků SMS Gazelle a SMS Falke, dělového člunu Panther a výcvikových lodí kadetů SMS Stosch a SMS Charlotte, velel námořní kapitán Georg Scheder-Bieschin. Později byl svaz na krátkou dobu rozšířen i o venezuelský dělový člun Restaurador (ex jachta Atlanta), který se stal 11. prosince kořistí Gazelle. Ačkoliv oficiálně blokádu schválila spolková rada až 16. prosince, již 20. listopadu obdržel Scheder telegram, aby začal s přípravami na blokádu.
Zpočátku plnil Panther funkci spojovacího plavidla a předával zprávy mezi jednotkami podílejícími se na blokádě. Většina z nich totiž nebyla ještě vybavena bezdrátovým telegrafem a jedinou lodí s takovým přístrojem na palubě byl britský chráněný křižník HMS Ariadne (vlajková loď viceadmirála Sira Douglase), který tak jako jediný mohl udržovat spojení s kabelovým telegrafem vybavenými stanicemi v Port of Spain a Kingstonu. Později byl Panther v této úloze vystřídán výcvikovou lodí SMS Stosch a britskými torpédoborci HMS Quail a HMS Rocket.
Po vypršení ultimáta, které dal 7. prosince Scheder Castrovi, zahájili Němci a Britové 9. prosince v 16:45 přepad venezuelského přístavu La Guayra. Účelem bylo zajmout všechny v přístavu zakotvená válečná plavidla.
Na signál z Vineta byly spuštěny na vodu ozbrojené čluny, které měly provést vlastní přepad, zatímco mateřské lodě budou operaci jistit z moře. Panther poslal do akce po jedné parní pinase a jole a spolu s nimi vplul – jako jediná mateřská loď – do přístavu, aby jim poskytl blízkou podporu. Venezuelany se podařilo zastihnout nepřipravené a jejich lodě byly většinou bez posádek. Dělové čluny General Crespo, Totumo a parník Ossun byly zajaty a odvlečeny. Poslední válečná loď v přístavu – torpédovka Margarita – byla vyřazena anglickou dělostřelbou. Oba dělové čluny byly ale ve velmi špatném stavu, a tak je bylo třeba vzít do vleku. Nejprve se úkolu zhostila Vineta a po ní Panther. Následujícího rána ale úmysl odtáhnout dělové čluny na Curaçao a tam je opravit zmařilo volání o pomoc německého konzula Lentze z La Guayra. Oba čluny byly potopeny náložemi a Panther se vydal s výsadkovým oddílem z Vineta na pomoc konzulovi.

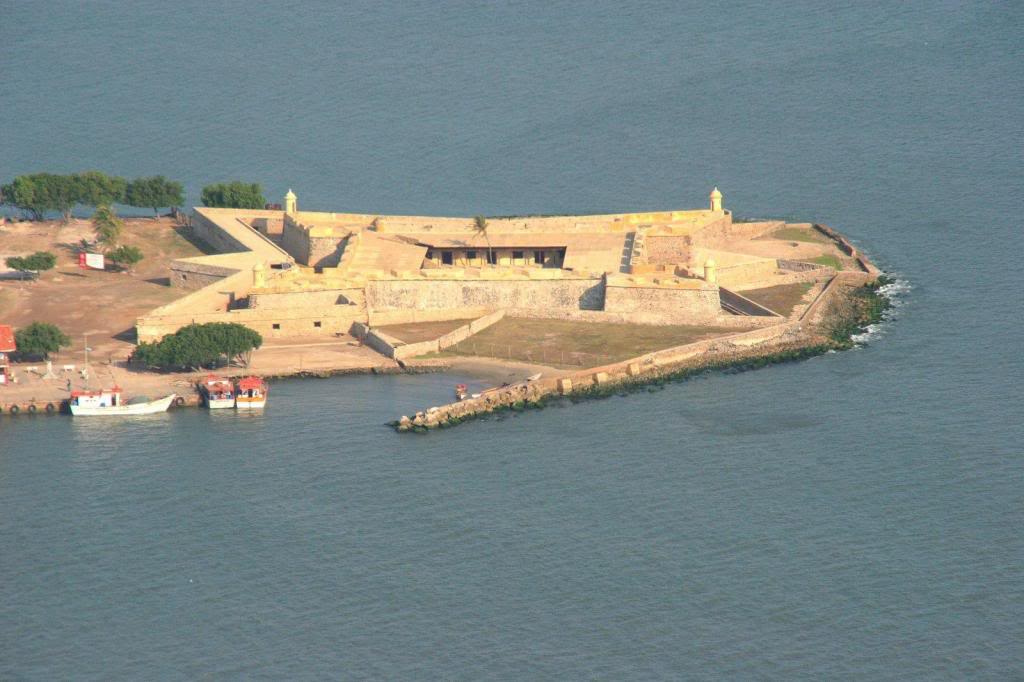
Castillo San Carlos de La Barra bránící přístup do Maracaiba,

Poté se Panter věnoval hlídkování před Maracaibem. Člun hlídkoval vně písčité mělčiny Venezuelského zálivu, která oddělovala volné moře od jezera, kde leželo samotné Maracaibo. V těch místech už bylo ale třeba uhlídat 40 km široký vjezd do zátoky. Kdyby se dostal hlouběji do zátoky, či dokonce na samotné jezero, hlídaná šířka by byla podstatně menší. Dalším důvodem pro následující akci mohlo být, že na jezeře kotvil venezuelský dělový člun Miranda (ex španělský Diego Velasques), který by případně mohl ohrozit blokádu. Ve 12:45 dne 17. ledna 1903 opustil Panther své stanoviště a vydal se přes mělčinu k jezeru. Přístup k jezeru a samotnému městu ale bránila pevnost San Carlos, která ve 13:35 zahájila palbu na vzdálenost asi 3500 m. Už druhá salva dopadla asi 100 m před Panther. Místo aby se okamžitě stáhl, rozhodl se Eckermann palbu opětovat, což bylo vzhledem k poměru sil nejenom riskantní ale i proti Schederovým rozkazům. Poměr sil nahrával Venezuelanům, neboť proti šesti moderním dělům pevnosti (boje se zúčastnily pouze čtyři) mohli Němci postavit jenom přední 105mm dělo. Zadní kanón se po většinu akce nemohl zapojit, protože mu to nedovoloval odměr. Kvůli sevření v asi 200 až 300 m širokém plavebním koridoru mezi ostrovem a písčinou se po většinu času nebylo možno natočit k pevnosti tak, aby mohla do boje zasáhnout obě děla dělového člunu. Během krátké přestřelky vypálilo přední dělo 48 a zadní 15 ran. Poté se Panther stáhl zpátky za mělčinu. Člun zaznamenal několik zásahů San Carlos a sám vyvázl nezasažen, ale Eckermann nevěděl jak – či zda vůbec – se mu podařilo pevnost poškodit, a proto upustil od dalšího pokusu o proražení.
Dopoledne 21. ledna připlul do zátoky Scheder s Vineta a Falke a začal pevnost ostřelovat z bezpečné vzdálenosti mimo dostřel pevnostních děl. Panther přitom posloužil jako dělostřelecký návodčí, přiblížil se až na méně než 500 metrů k pevnosti a přidal svá děla k dělům křižníků. Ostřelování pevnosti pokračovalo ještě 22. ledna.
Na základě těchto události se veřejné mínění v Británii (a USA) přiklonilo na stranu Venezuely a názoru jejího prezidenta Castra, že ostřelování bylo porušením venezuelské suverenity. Jak později komentoval hrabě Paul Woolff von Metternich, úplně se zapomnělo na to, že nedávno předtím (13. prosince 1902) britský chráněný křižník HMS Charybdis (spolu s německým Vineta) ostřeloval venezuelské pevnosti Libertador a Vigia v Puerto Cabello. Necelý měsíc po akci před Maracaibem – dne 13. února – souhlasil prezident Castro se zaplacením kompenzací a blokáda skončila.

## …v Jižní Americe a Africe

Poloha Itajaí v brazilském státě Santa Catarina

Německá východoamerická divize křižníků se ale nerozpadla s ukončením blokády. V květnu prošly lodě rutinní údržbou v Halifaxu, Newport Newsu a na Bermudách a poté Vineta, Gazelle a Panther zamířili do kanadských vod. V říjnu se vrátily na Saint Thomas. V období od prosince 1903 do května 1904 vykonala východoamerická divize křižníků (bez Falke) okružní plavbu Karibikem. Kromě New Orleans a Veracruz navštívila eskadra celkem 52 přístavů v Guatemale, Hondurasu, Nikaragui, Kostarice, Panamě, Kolumbii, Venezuele, Antilách a Haiti. V květnu 1904 se divize de facto rozpadla, když každá loď byla pověřena samostatným úkolem. Panther se vydává podél východního pobřeží Jižní Ameriky do Río de la Plata a Río Paraguay.
Dne 27. listopadu 1905 se Panther stal hrdinou dalšího mezinárodního incidentu, tentokráte v brazilském přístavu Itajaí. To už ale člunu velel korvetní kapitán Graf Walther von Saurma-Jeltsch. Během vycházky na břehu jeden z námořníků poznal jakéhosi německého cestujícího Fritze Steinhoffera a posléze dezertoval. Po dezertérovi i jeho komplicovi se na břeh vydali pátrat důstojníci a poddůstojníci, kteří posléze cestovatele unesli z jeho hotelového pokoje. Byl odvlečen na palubu dělového člunu a tam zbit, ve snaze dostat z něho, kde se ukrývá dezertér. Brazílie byla šokována jednáním posádky německého válečného plavidla na svém území a 12. prosince podal brazilský velvyslanec v Berlíně stížnost na ministerstvu zahraničí. Zároveň byl brazilský lehký křižník Almirante Barrozo pověřen dohledem nad Panther.
Po diplomatickém vyřešení aféry zůstává Panther až do července 1907 u východního pobřeží Jižní Ameriky a spolu se SMS Bremen hájí německé zájmy. Poté odplul na opravu do Německa a po ní plnil hlídkovou a reprezentační činnost u západního pobřeží Afriky…

## Skok Panthera do Agadiru
| Různé pohledy na „skok Panthera do Agadiru“ |
| --- |
| Profrancouzský pohled: Německo krizi vyvolalo záměrně za účelem prosazení svých zájmů v Maroku. |
| Proněmecký pohled: Poukazuje na to, že záměrem německého ministerstva zahraničí nebylo eskalovat marockou krizi a že zastávka Pantheru v Agadiru byla nutná a plánovaná, neboť Agadir se nacházel daleko od francouzských zájmových oblastí na severu Maroka (a tudíž by připlutí člunu nemělo vyvolat takové pozdvižení, jako kdyby připlul do některého ze severomarockých přístavů). Také poukazuje na to, že opravu potřebující dělový člun, vyzbrojený dvěma 105mm a šesti 37mm děly s posádkou 121 námořníků a 9 důstojníků, stěží mohl představovat hrozbu pro asi 100 000 francouzských a španělských vojáků, kteří se tou dobou nacházeli v Maroku. |
| Pohled The New York Times: Německo se k vyslání dělového člunu do oblasti odhodlalo poté, co v oblasti rozmístili svá vojska Francie a Španělsko a ohrozili tak rovnováhu v oblasti. |

V létě roku 1911 se kvůli opravám vydal na plavbu z tehdejší německé kolonie Kamerun zpět do Německa. Údajně kvůli doplnění zásob uhlí zakotvil 1. července v marockém přístavu Agadir. Na jaře téhož roku vypuklo v marockých městech Fès a Rabat povstání, které Francouzi potlačili. Rozmístěním vojáků Francie a Španělska de facto vzala za své algeciraská smlouva z roku 1905, která urovnávala sféry vlivu Francie, Španělska a Německa v Maroku. Ve vzniklé situaci vyvolal příjezd německého dělového člunu do marockého přístavu rozruch a jméno Panther zaplnilo titulní stránky světového tisku. Napětí se ještě vystupňovalo 4. července příjezdem německého malého křižníku SMS Berlin před agadirský přístav. Dne 19. července (?) do Agadiru dorazil ještě dělový člun SMS Eber. Ani jeden z pramenů se nezmiňuje o tom, že by kapitán dělového člunu vznesl nějaké požadavky, či že by na břeh vysadil výsadek, ale již se nemohou shodnout na tom, jaké byly úmysly Německa. Francie (podporovaná Velkou Británií) spatřovala v přítomnosti německých lodí u marockého pobřeží ohrožení svých zájmů a němečtí diplomaté využili situace k nátlaku na prosazení zájmů Německa. Dne 20. července dělový člun opustil Agadir a pokračoval v cestě do německého Gdaňska k opravám v suchém doku.
Tím pro dělový člun Jeho císařského Veličenstva skončila účast v tzv. „Agadirské“, neboli „Druhé marocké krizi“, která se stala známou jako „skok Panthera do Agadiru“ („Panthersprung nach Agadir“). Diplomatická jednání ale pokračovala i nadále a teprve 4. listopadu byla mezi Francií a Německem uzavřena smlouva, ve které Německo uznalo francouzský nárok na Maroko výměnou za část Francouzského Konga. Celá krize přispěla k eskalaci mezinárodního napětí, které nakonec vedlo k vypuknutí první světové války.
Na přelomu let 1912/13 působil Panther spolu s Bremen a svojí nejmladší sesterskou lodí Eber u břehů Libérie, kde vypukly nepokoje. V prosinci kotvil před liberijským přístavem Sestos, aby chránil německé kolonisty.

## …během Světové války

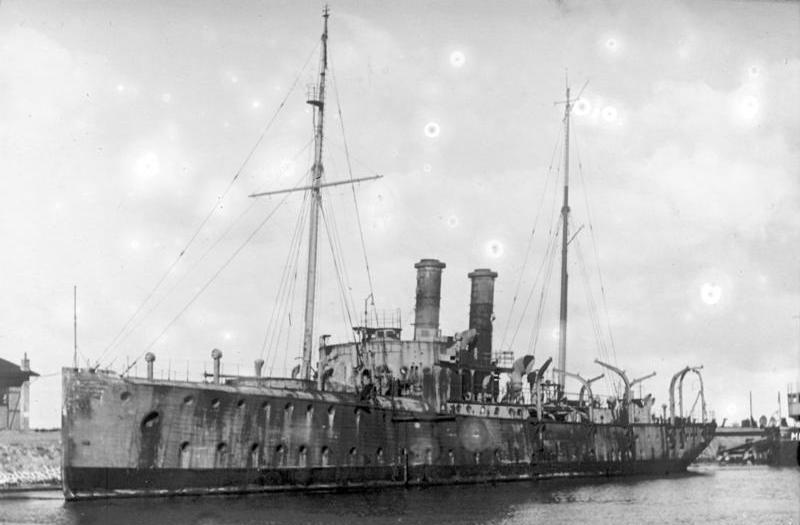
Odzbrojený Panther v Kielu

V dubnu 1914 podstoupil další opravy v Německu a v létě měl být odeslán do střední Ameriky. Tomu ale již zabránilo vypuknutí první světové války. Ta zastihla Panther v Kielu a během ní hlídkoval ve Velkém Beltu. Tuto činnost vykonával v rámci působení v divizi pobřežní obrany kontradmirála Ehlera Behringa. Spolu s minonoskou SMS Nautilus se 17. února 1918 setkal ve Skagerraku s pomocným křižníkem SMS Wolf, který se vracel ze svého celkem 444 dnů trvajícího výpadu proti lodní dopravě Trojdohody. Dne 19. února všechny tři lodě zakotvily v Kielu.
Po válce byl 18. prosince 1918 vyřazen z prvoliniové služby a odzbrojen. Poté sloužil pro výcvik posádek nové Reichsmarine Výmarské republiky. Dne 15. prosince 1926 byl vyřazen z činné služby, 31. března 1931 vyškrtnut ze seznamu plavidel Reichsmarine a ještě téhož roku byl sešrotován ve Wilhelmshavenu.